# Metaceradocus perdentatus
Metaceradocus perdentatus är en kräftdjursart. Metaceradocus perdentatus ingår i släktet Metaceradocus och familjen Gammaridae. Inga underarter finns listade i Catalogue of Life.